# Vollständiger Versuchsplan
In der statistischen Versuchsplanung versteht man unter einem vollständigen Versuchsplan (engl.: full factorial design) einen Versuchsplan, der alle möglichen Faktorkombinationen durchspielt. Die Faktoren werden auf zwei Faktorstufen untersucht, daraus resultiert die mathematische Notation 2k, wobei k für die Anzahl der Faktoren steht. 
Der Vorteil vollständiger Versuchspläne besteht aus einem maximalen Informationsgewinn, weil alle Haupt- und Interaktionseffekte unabhängig voneinander geschätzt werden können.
Der Nachteil vollständiger Versuchspläne ist, dass mit steigender Anzahl der Faktoren die Anzahl der Versuche exponentiell ansteigt. Die Untersuchung von neun Faktoren würde zum Beispiel 29 = 512 Versuche erfordern. Aus diesem Grunde wird bei einer größeren Anzahl interessierender Faktoren aus Wirtschaftlichkeitsgründen oft auf einen Teilfaktorplan ausgewichen, solange davon ausgegangen werden kann, dass Wechselwirkungen vernachlässigt werden können.

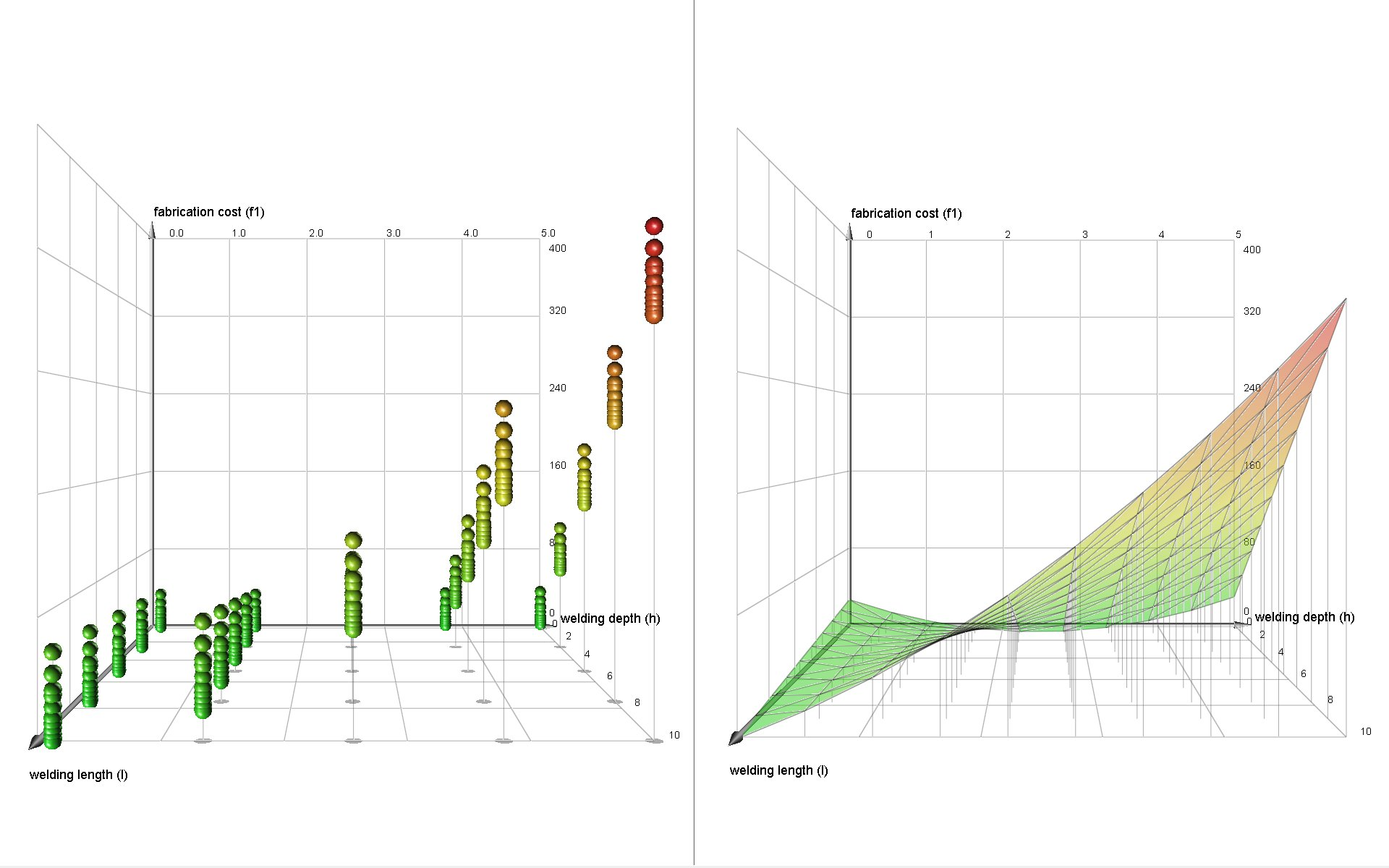
Ergebnisse eines vollständigen Versuchsplans (links) und gefittete Oberfläche mit einem Polynom zweiter Ordnung (rechts)

## Beispiel
Ein Landwirt möchte den Einfluss von Bewässerung und Düngung auf den Ertrag seiner Nutzpflanzen herausfinden. Der Faktor A misst die Bewässerung in den Stufen 1 ≙ "ohne künstliche Bewässerung" und 2 ≙ "mit künstlicher Bewässerung". Der Faktor B misst die Düngung in den Stufen 1 ≙ "keine Düngung", 2 ≙ "organische Düngung" und 3 ≙ "mineralische Düngung". Der vollständige Versuchsplan enthält daher insgesamt 2·3=6 Faktorstufenkombinationen. Jede Faktorstufenkombination soll insgesamt 4 mal untersucht werden. Dafür baut der Landwirt seine Pflanzen auf 4 verschiedenen Feldern an. Jeder dieser 4 Äcker wird jeweils in 6 kleinere Bereiche unterteilt, in denen jeweils eine Faktorstufenkombination untersucht wird. Insgesamt werden die 4 Felder (im Versuchsplan Blöcke genannt) daher in 24 Parzellen unterteilt.
Der Versuchsplan wird in der folgenden Tabelle dargestellt:
| Parzelle | Block | A | B |
| -------- | ----- | - | - |
| 1        | 1     | 2 | 3 |
| 2        | 1     | 2 | 2 |
| 3        | 1     | 1 | 2 |
| 4        | 1     | 1 | 3 |
| 5        | 1     | 2 | 1 |
| 6        | 1     | 1 | 1 |
| 7        | 2     | 2 | 2 |
| 8        | 2     | 1 | 2 |
| 9        | 2     | 2 | 3 |
| 10       | 2     | 2 | 1 |
| 11       | 2     | 1 | 3 |
| 12       | 2     | 1 | 1 |
| 13       | 3     | 1 | 2 |
| 14       | 3     | 2 | 2 |
| 15       | 3     | 1 | 1 |
| 16       | 3     | 2 | 1 |
| 17       | 3     | 2 | 3 |
| 18       | 3     | 1 | 3 |
| 19       | 4     | 1 | 1 |
| 20       | 4     | 2 | 3 |
| 21       | 4     | 1 | 2 |
| 22       | 4     | 2 | 1 |
| 23       | 4     | 1 | 3 |
| 24       | 4     | 2 | 2 |

Der obige Versuchsplan wurde mit der Funktion design.ab aus dem R-Paket agricolae erstellt. Die Faktorstufenkombinationen werden den Parzellen zufällig zugeordnet unter der Nebenbedingung, dass in jedem der 4 Blöcke jede der 6 Faktorstufenkombinationen genau einmal vorkommt. Dank des vollständigen Versuchsplans können neben den Haupteffekten auch Wechselwirkungen nachgewiesen werden. Beispielsweise könnten mineralisch gedüngte Pflanzen in unterschiedlichem Ausmaß von einer zusätzlichen Bewässerung profitieren als organisch gedüngte.
In den 4 Blöcken könnten unterschiedliche Standort- und Bodenverhältnisse herrschen, was durch den Blockeffekt berücksichtigt wird.